# Bryum dunense
Bryum dunense és una espècie de molsa de la família de les briàcies, present als Països Catalans.

## Característiques
És una planta que forma gespes de color verd clar, laxes, de fins a un centímetre d'alçàda. Presenta uns fil·lidis amb nervis excurrents (sobresurten de la làmina del fil·lidi), formant una aresta que pot superar la meitat de la llargada de la làmina. Els fil·lidis són amplament ovats i aguts. Té bulbils (estructures de propagació) petits (40-60 µm.) de color verd.

## Hàbitat
Habita dunes litorals o sòls arenosos de terra baixa. Força comuna al litoral Català, Valencià i Balear.